# Großsteingräber bei Salow
Die Großsteingräber bei Salow sind zwei megalithische Grabanlagen der jungsteinzeitlichen Trichterbecherkultur bei Salow, einem Ortsteil der Gemeinde Datzetal im Landkreis Mecklenburgische Seenplatte (Mecklenburg-Vorpommern). Sie sind unter den Fundplatz-Nummern Salow 15 und 16 in der Landesdenkmalliste verzeichnet.

## Lage
Grab 1 befindet sich direkt am westlichen Ortsrand von Salow in einem Gebüsch. Grab 2 liegt 900 m östlich von Salow und 100 m nördlich der Friedländer Straße auf einem Feld.

## Beschreibung

### Grab 1
Grab 1 ist nur noch in Resten erhalten. Sichtbar sind zwei Wandsteine, auf denen ein Deckstein ruht, welcher 16 Schälchen aufweist.

### Grab 2
Bei Grab 2 handelt es sich wahrscheinlich um einen Großdolmen, da drei Decksteine genannt werden. Auch diese weisen zahlreiche Schälchen auf. Der Erhaltungszustand der Anlage ist unklar. Im Jahrbuch 1978 der Bodendenkmalpflege in Mecklenburg wird vermerkt, dass die Reste des Grabes im Zuge der Flurmelioration zerstört wurden; in der Landesdenkmalliste wird die Anlage hingegen als gut erhalten geführt.